# جول (نخجوان)
جول (ارمنی: Ջուլ) یک شهرک ارمنی‌نشین پیشین در منطقه نخجوان بود. در سال ۱۸۶۵ یک کلیسای قدیمی ارمنی در این روستا وجود داشت که در ارتفاعات این شهرک ساخته شده بود؛ همچنین در مرکز شهرک دویست خانه ساخته شده بود و یک باغ بزرگ صنوبر نیز در مجاورت روستا قرار داشت.